# 江藤晴康
江藤 晴康（えとう はるやす、1922年5月9日 - 2016年2月21日）は、福岡県北九州市出身のプロ野球選手である。現役時代のポジションは、投手。1949年から1954年は、「江藤 正（えとう ただし）」の名前でプレーした。

## 経歴
八幡中（現:八幡高）・法政大学でエース投手として活躍。在学中に学徒出陣で召集され、台湾で終戦を迎える。大学卒業後は社会人野球の門司鉄道局・大洋漁業でプレー。1949年に南海ホークスに入団した。
プロ入りに際し、大阪タイガースと南海ホークスとの二重契約が発覚。これには、以下のような事情がある。以前に武末悉昌の獲得を巡って両球団が争い、武末が南海に入ったことを「奪われた」と考えた大阪の若林忠志監督が南海の山本一人監督に抗議したところ、山本が「武末は南海、江藤は大阪ということにしよう」と口にした。この時点で既に江藤は南海と仮契約を済ませていたが、若林の話を聞いた大阪の富樫興一代表が下関の江藤の元に赴き、「山本が君をうちに譲ると約束してくれたので」と契約書を差し出した。江藤は「山本監督に電話をしてから」と話したものの、富樫は「私から契約したと伝えておく」と押し切って契約した。新聞報道で二重契約を知った南海側は江藤を直ちに大阪に呼び寄せたが、大阪側もこれを察知。大阪駅で両球団の関係者が身柄の確保を争う事態となる。結局南海側が江藤を確保し、そのまま潜伏させた。大阪側は「一年間だけ大阪に在籍」という妥協案を示したが南海側は拒否し、連盟に提訴した。形式的にタイガースに入団したのち、すぐにホークスにトレード移籍する裁定で解決が図られたが、この問題により江藤には1949年シーズン1年間の出場停止処分が課された。
処分が解けた2年目の1950年に14勝。3年目には24勝を挙げ、最多勝利とベストナインのタイトルを獲得。4年目にも11勝するが、この年を境に成績が下降していく。翌1953年は1勝もできず、高橋ユニオンズへ移籍。高橋でも1勝しかできず、1955年には東映フライヤーズへ移籍。登録名を本名の「江藤晴康」に戻しプレーするが成績を残せず、実働わずか7年で引退した。引退後は電電公社に入社し、社会人野球の電電近畿でコーチも務めた。
2016年2月21日、老衰のため福岡県行橋市の自宅で死去。93歳没。

## 詳細情報

### 年度別投手成績
| 年 度    | 球 団    | 登 板 | 先 発 | 完 投 | 完 封 | 無 四 球 | 勝 利 | 敗 戦 | セ 丨 ブ | ホ 丨 ル ド | 勝 率 | 打 者 | 投 球 回 | 被 安 打 | 被 本 塁 打 | 与 四 球 | 敬 遠 | 与 死 球 | 奪 三 振 | 暴 投 | ボ 丨 ク | 失 点 | 自 責 点 | 防 御 率 | W H I P |
| -------- | -------- | ----- | ----- | ----- | ----- | -------- | ----- | ----- | -------- | ----------- | ----- | ----- | -------- | -------- | ----------- | -------- | ----- | -------- | -------- | ----- | -------- | ----- | -------- | -------- | ------- |
| 1950     | 南海     | 47    | 29    | 13    | 3     | 2        | 14    | 9     | --       | --          | .609  | 968   | 236.2    | 218      | 17          | 62       | --    | 2        | 78       | 0     | 0        | 92    | 77       | 2.92     | 1.18    |
| 1951     | 南海     | 45    | 24    | 17    | 1     | 3        | 24    | 5     | --       | --          | .828  | 1065  | 268.2    | 227      | 16          | 47       | --    | 2        | 100      | 0     | 1        | 81    | 68       | 2.28     | 1.02    |
| 1952     | 南海     | 32    | 22    | 7     | 0     | 0        | 11    | 10    | --       | --          | .524  | 691   | 163.2    | 159      | 6           | 47       | --    | 0        | 58       | 0     | 1        | 73    | 61       | 3.35     | 1.26    |
| 1953     | 南海     | 9     | 5     | 0     | 0     | 0        | 0     | 2     | --       | --          | .000  | 149   | 33.2     | 44       | 2           | 7        | --    | 0        | 9        | 0     | 0        | 18    | 15       | 3.97     | 1.51    |
| 1954     | 高橋     | 21    | 10    | 1     | 0     | 0        | 1     | 8     | --       | --          | .111  | 371   | 82.0     | 103      | 6           | 23       | --    | 0        | 31       | 0     | 0        | 60    | 50       | 5.49     | 1.54    |
| 1955     | 東映     | 1     | 0     | 0     | 0     | 0        | 0     | 0     | --       | --          | ----  | 11    | 2.2      | 3        | 2           | 0        | 0     | 0        | 0        | 0     | 0        | 2     | 2        | 6.00     | 1.13    |
| 通算:6年 | 通算:6年 | 155   | 90    | 38    | 4     | 5        | 50    | 34    | --       | --          | .595  | 3255  | 787.1    | 754      | 49          | 186      | 0     | 4        | 276      | 0     | 2        | 326   | 273      | 3.12     | 1.19    |

- 各年度の太字はリーグ最高

### タイトル
- 最多勝利：1回 （1951年）

### 表彰
- ベストナイン：1回 （投手部門：1951年）

### 記録
- オールスターゲーム出場：1回 （1951年）

### 背番号
- 22 （1949年）
- 10 （1949年 - 1953年、1955年）
- 19 （1954年）

### 登録名
- 江藤 正 （えとう ただし、1949年 - 1954年）
- 江藤 晴康 （えとう はるやす、1955年）